# Antracologia
Antracologia é o estudo  dos restos de madeira carbonizados provenientes seja de  sítios arqueológicos ou de solos.
A Antracologia é uma ciência multidisciplinar que tem por princípio a análise e identificação de carvões com base na anatomia da madeira, a qual se conserva perfeitamente após a carbonização. Restos de madeira carbonizados podem ser provenientes de sítios arqueológicos ou de sedimentos, estando relacionados ao testemunho de paleoincêndios, naturais ou de origem antrópica, ou a diversos aspectos da atividade humana. Estudos antracológicos podem abordar também material atual, caso em que se relacionam principalmente com a descrição anatômica de material de referência ou com a fiscalização de carvões vegetais de procedência irregular.
A identificação de espécies a partir de material carbonizado, em si, é bastante antiga, datando do final do século XIX, mas o método de trabalho utilizado na época, a partir de lâminas finas, era lento e difícil, e as pesquisas não tinham ainda um caráter paleoambiental. A partir da década de 1970 a utilização da microscopia de luz refletida, difundida principalmente por Jean-Louis Vernet, a partir da França, permitiu a multiplicação das análises antracológicas, propiciando o surgimento de abordagens paleoecológicas. No Brasil, o desenvolvimento desta disciplina teve início com os trabalhos de Rita Scheel-Ybert, a partir do final da década de 1990.
A antracologia é um método de estudo privilegiado em contexto arqueológico. Os sedimentos arqueológicos são geralmente muito ricos em fragmentos de carvão, cuja identificação permite interpretações sobre a paisagem, a paleovegetação, as relações entre o homem e seu meio ambiente e os usos que populações passadas fizeram dos produtos vegetais. Além da perspectiva paleoecológica, que permite a reconstituição do paleoambiente vegetal e, em consequência, do paleoclima, esta disciplina fornece importantes informações paleoetnobotânicas relacionadas à utilização da madeira em contextos cotidianos e rituais e, inclusive, à alimentação das populações pré-históricas, pela conservação de restos alimentares carbonizados.
A análise antracológica de carvões arqueológicos já é largamente reconhecida como uma ferramenta fiável para a reconstituição paleoecológica. No Brasil, estes estudos têm sido marcados por uma forte preocupação com a definição de metodologias apropriadas, buscando simultaneamente informações paleoambientais e paleoetnobotânicas comprometidas com a problemática arqueológica.
Análises antracológicas em sambaquis e sítios Tupiguarani do sudeste e sul do país, assim como em sítios cerâmicos da Amazônia Central, têm sido fundamentais para ampliar nosso conhecimento sobre os tipos de vegetação existentes nas áreas de implantação destes assentamentos, os recursos do meio, as áreas de captação de recursos, a economia do combustível e o uso de madeira em contextos cotidianos e rituais. Mais recentemente, a análise antracológica tem se revelado uma importante ferramenta de apoio à interpretação arqueológica, contribuindo para a compreensão dos processos de formação de sítio e fornecendo dados mais consistentes sobre aspectos funcionais dos sítios.
Além disso, a conservação de frutos, sementes e restos de raízes e tubérculos carbonizados tem permitido a abordagem de questões sobre dieta e produção de alimentos.
Antracologia e Dendrologia
Estudos de dendrologia associados à análise antracológica permitem obter estimativas do diâmetro mínimo dos lenhos carbonizados, com base na angulação dos raios. Os primeiros estudos desta linha de pesquisa foram feitos na Floresta Negra, na Alemanha, onde eles permitiram reconhecer os efeitos de atividades antrópicas na estrutura e composição florestal (Ludemann, 2002, 2008; Ludemann & Nelle, 2002; Ludemann et al., 2004; Nelle, 2002).
Geoantracologia
O estudo de carvões de origem sedimentar (solos, paleosolos, ou depósitos sedimentares) fornece essencialmente dados paleoecológicos, permitindo a reconstituição da vegetação passada e do paleoclima. Importantes informações sobre a relação entre a vegetação passada, incêndios florestais e mudanças climáticas vêm sendo obtidas a partir de diversos estudos realizados na Europa e na América do Norte.
No Brasil, análises antracológicas associadas a análises de composição isotópica dos solos no Estado de São Paulo permitiram demonstrar que o clima da região era mais seco durante o início do Holoceno e em seguida mais úmido, semelhante ao atual, a partir de ca. 3000 anos BP (Scheel-Ybert et al., 2003).
Fiscalização de carvão vegetal
Os estudos antracológicos também podem ser aplicados em uma abordagem conservacionista e tecnológica, como a identificação de espécies de procedência irregular e qualidade do carvão. O direcionamento do uso da antracologia como ferramenta para identificação e consequentemente fiscalização e controle de carvão vegetal no Brasil se reveste de um importante caráter conservacionista, pois o país é o maior produtor mundial de carvão vegetal. Embora este carvão (destinado principalmente para a indústria siderúrgica) seja considerado como energia limpa, apresenta forte impacto ambiental porque grande parte dele ainda é produzido através da extração ilegal a partir de florestas nativas. 